# Public Warning
Public Warning — дебютный альбом британской хип-хоп исполнительницы Lady Sovereign, выпущенный 31 октября 2006 года. Первоначально, пластинка планировалась к релизу в ноябре 2005 года, но потом дата была перенесена из-за подписания артистки лейблом Island Def Jam.
17 июля 2006 года был выпущен пресс-релиз, в котором был окончательно указан список композиций. Пластинка разошлась тиражом более 250 000 копий.
Музыкальная пресса положительно оценила Public Warning. Сайт Metacritic на основе 34 обзоров оценивает альбом на 67 баллов из 100 возможных.
Композиция «Love Me or Hate Me» была использована в игре Need for Speed: Carbon.

## Список композиций
1. «9 to 5» — 3:32
2. «Gatheration» — 3:23
3. «Random» — 3:36
4. «Public Warning» — 3:46
5. «Love Me or Hate Me» — 3:29
6. «My England» — 3:57
7. «Tango» — 3:37
8. «A Little Bit of Shhh» — 3:45
9. «Hoodie» — 3:37
10. «Those Were the Days» — 3:49
11. «Blah Blah» — 3:57
12. «Fiddle with the Volume» — 3:40
13. «Love Me or Hate Me» Remix (при участии Мисси Эллиот) — 3:39
14. «Pretty Vacant» (Live at Commodore Ballroom) — 3:38 UK Bonus Track
15. «The Broom» — 4:02 Best Buy Download Exclusive
16. «Hoodie» (Mizz Beats Remix) (при участии Skepta, JME, Jammer, Ears & Baby Blue) — 4:07 iTunes Download Exclusive
17. «9 to 5» (The Ordinary Boys Remix) — 3:25 iTunes Download Exclusive

+ Британская версия: Расширенная CD версия с документальным фильмом

## Чарты
| Чарт (2006)                   | Наивысшее место |
| ----------------------------- | --------------- |
| U.S. Billboard Top Rap Albums | 12              |
| U.S. Billboard 200            | 48              |
| UK Albums Chart               | 58              |
| Австралия                     | 97              |

Продажи и сертификации
| Страна | Источник | Сертификации | Продажи  |
| ------ | -------- | ------------ | -------- |
| США    | RIAA     | Неизвестно   | 250 000+ |

## История релиза
| Регион         | Дата                 |
| -------------- | -------------------- |
| США            | 31 октября 2006 года |
| Великобритания | 5 февраля 2007 года  |